# 弗莱巴诺
弗莱巴诺（義大利語：Flaibano）是意大利乌迪内省的一个市镇。总面积17平方公里，人口1210人，人口密度71.2人/平方公里（2009年）。ISTAT代码为030039。